# Kim Lindemann
Kim Lee Lindemann (* 9. November 1982 in Chur) ist ein Schweizer Eishockeyspieler, der zuletzt beim EHC Arosa aus der MySports League unter Vertrag stand.

## Karriere
Lindemanns erster Verein war der EHC Arosa in der 1. Liga. Danach wechselte er zum EHC Dübendorf. Nachdem er Erfahrung in der 1. Liga gesammelt hatte, wechselte er zu den GCK Lions in die Nationalliga B. Zur Saison 2003/04 wechselte der Stürmer zum Partnerteam der GCK Lions, den ZSC Lions. Dort blieb er bis Mitte der Saison 2008/09, ehe er von den Rapperswil-Jona Lakers verpflichtet wurde. Nachdem sein Vertrag nur zum Ende der Spielzeit ausgelaufen und nicht verlängert worden war, erhielt er Mitte September 2009 erneut einen befristeten Vertrag über einen Monat. Nach der Verpflichtung von Thomas Walser wurde sein Vertrag Mitte Oktober jedoch nicht verlängert. Im weiteren Saisonverlauf spielte er für Fribourg-Gottéron in der NLA und den EHC Visp in der NLB.
Zwischen 2010 und 2016 spielte Lindemann für die SCL Tigers in der NLA und NLB, ehe er zur Saison 2016/17 zum EHC Visp zurückkehrte.
Dort war er drei Spielzeiten aktiv, ehe zur Saison 2019/20 die Rückkehr zum EHC Arosa folgte. Für die Bündner stand der Defensivspieler bis zum Saisonende 2021/22 auf dem Eis. 

## Erfolge und Auszeichnungen
- 2008 Schweizer Meister mit den ZSC Lions
- 2015 Meister der National League B mit den SCL Tigers

## NLA-Statistik
(Stand: Ende der Saison 2010/11)

## Familie
Kim Lindemann stammt aus einer eishockey-begeisterten Aroser Familie. Er ist der Sohn von Guido Lindemann, der Neffe von Markus Lindemann und der Bruder von Sven Lindemann.